# Jonas Hafström

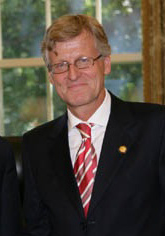
Jonas Hafström.

Sven Jonas Gerhardsson Hafström, född 27 februari 1948 i Stockholm, är en svensk diplomat.

## Biografi
Jonas Hafström är sjätte barnet till professorn i rättshistoria Gerhard Hafström och rödakorssystern Monika, född Nilsson, samt yngre bror till Marie Hafström.
Hafström är juris kandidat från Lunds universitet där han även var ordförande i Lunds Akademiska Officerssällskap. Han anställdes 1979 på Utrikesdepartementet (UD). Vidare var han pressekreterare hos justitieminister Håkan Winberg 1979–1981, förste ambassadsekreterare i Teheran 1982–1984, förste ambassadsekreterare i Washington, D.C. 1984–1987, pressekreterare och utrikespolitisk rådgivare till moderaternas partiledare Carl Bildt 1987–1991. Under regeringen Bildt var han utrikespolitisk rådgivare och politiskt sakkunnig på Statsrådsberedningen. Efter den borgerliga valförlusten 1994 fortsatte han att arbeta för Moderata samlingspartiet, bland annat som partiets kanslichef.
När han år 2000 återvände till UD och utsågs till departementsråd och chef på UD:s enhet för konsulära och civilrättsliga ärenden hamnade han i fokus på grund av sitt styrelseuppdrag i Vostok Nafta. Den socialdemokratiska regeringen ansåg detta vara oförenligt med hans tjänst på UD och han tvingades avgå ur bolagets styrelse.
Åren 2004–2007 var han ambassadör i Bangkok. Han blev riksbekant genom sitt agerande under tsunamikatastrofen för vilket han 2008 tilldelades Hans Majestät Konungens medalj av den 8:e storleken och i Serafimerordens band. Han efterträdde 2007 Gunnar Lund som Sveriges ambassadör i Washington, en post han lämnade 2013. 
År 2015 utsågs han till ordförande i universitetsstyrelsen för Lunds universitet. Hafström är därtill reservofficer och kapten i armén. Hafströms näsa finns att betrakta i avgjuten form på Nasoteket i AF-borgen (Café Athen) i Lund.

## Utmärkelser
- Hans Majestät Konungens medalj av den 8:e storleken och i Serafimerordens band (2008)
- Kommendör av Norska förtjänstorden (1 juli 1992)[3]